# 苏联石油工业部
苏联石油工业部负责全苏石油天然气的勘探、开采、冶炼、供应的工作。为苏联部长会议下设的一个全联盟部。

## 历史
1821年开始商业生产。1871年6月钻成第一口工业油井。1899年石油产量900万吨，居世界第一位。由外资的“诺贝尔兄弟石油公司”控制。受第一次世界大战影响下降到800万吨产量。苏俄国内战争中，巴库、格罗兹尼油田受到严重破坏。1920年石油产量仅为390万吨。第一个五年计划后石油工业开始恢复。
1933年重工业人民委员部下设石油工业总局。1938年改称重工业人民委员部石油生产总局。苏共十八大通过了“在伏尔加和乌拉尔之间建立新石油基地——第二巴库”的决议。
1939年1月24日，重工业人民委员部撤销，从中分立出燃料工业人民委员部。1939年10月12日燃料工业人民委员部分为石油工业人民委员部和煤炭工业人民委员部。1940年石油产量3200万吨；第二巴库仅发现十几个小油田，产量也仅为180万吨，占全苏的5.8％，全苏71.4%的石油依旧是由巴库提供的。在苏德战争期间，组织了石油工业设备大疏散，以增加阿塞拜疆、伏尔加河地区、鞑靼苏维埃社会主义自治共和国和巴什基尔的“第二巴库”、哈萨克、土库曼等地的石油生产、炼油。战争年代，新发现了34个油气田，其中大部分已投入商业运营，并修建了通往炼油厂的管道。1944年仅生产石油1900万吨。1945年苏联的石油产量仅增长6.5%，为1943万吨。在石油工业机器制造工厂组织了军事武器弹药的生产。第一批喀秋莎火箭炮就是在莫斯科的莫斯科压缩机厂制造的；在波多尔斯克工厂生产坦克炮的炮管。 
1946年3月4日分为“苏联南部与西部地区石油工业部”与“苏联东部地区石油工业部”。1948年12月28日，“苏联南部与西部地区石油工业部”、“苏联东部地区石油工业部”、苏联合成液体燃料与天然气总局、石油天然气工业建设总局、国民经济物资与技术供应国家委员会下属的“国民经济石油产品供应总局”合并为苏联石油工业部。1949年石油产量超过战前。
1950年3月27日，苏维埃社会主义共和国联盟政府全权代表维辛斯基(外交部长)同中华人民共和国中央人民政府全权代表王稼祥(驻苏大使)按平权合股原则签订《中苏关于在新疆创办中苏石油股份公司的协定》。4月23日，中国政务院第293次会议批准《中苏关于在新疆创办中苏石油股份公司协定》。1950年9月15日，中苏石油股份公司第一次创办人(股东)大会在乌鲁木齐召开，中方股东代表为中国中央人民政府燃料工业部委任的创办人张英明，苏方股东代表为全苏石油煤气产地勘测托拉斯委任的创办人阿盖耶夫。9月30日，中苏石油股份公司宣告正式成立，选举中方委员张英明为主任委员，苏方委员阿盖耶夫为副主任委员；委任苏方聂列亭任总经理，中方阿里木·阿洪任副总经理，总经理部暂设独山子。该公司重大问题由中央燃料工业部负责，日常业务委托新疆省财经委员会代管。经营方针以地质勘探、培养干部为主。内部相继成立了地质调查处、钻井处、炼油厂、油田处、运输处、技术器材供应处、总修理厂、研究中心化验室等专业生产单位和管理部门以及住宅服务处、卫生处、医院等生活后勤保障部门。这些单位和部门的正职领导大部分由苏联专家担任。油气田产量高峰时期的1953年年产原油7.0241×104t，区块日产水平192t，单井日产6～20t；合作结束时，阶段合计采油17.5×104t。1954年12月31日中苏合营结束。
苏联石油产量年均增长速度，五十年代为15%，六十年代为9%，七十年代为7%，八十年代为0.4%。1955年，苏联生产了9300万吨石油，1960年为1.48亿吨，1965年为2.43亿吨。1980年石油产量达到6.03亿吨。
1957年5月10日至1965年10月2日，由燃料工业国家委员会领导管理石油工业。
1989年8月3日改称苏联石油天然气工业部。

## 主要油田
- 高加索油区：包括里海、格罗兹尼、阿塞拜疆、斯塔夫罗波尔、克拉斯诺达尔等7个产区
- 伏尔加-乌拉尔油区（“第二巴库”）：包括鞑靼、巴什基尔、古比雪夫等3个产区。1975年高峰期产量2.24亿吨。
- 西西伯利亚油区（秋明油田、“第三巴库”）：1964年投产，1977年产量达2.18亿吨，成为苏联第一油田。

## 历任苏联石油工业部长
历任苏联石油工业部长:
| 任次 |                                            | 石油工业部长                                   | 就职       | 离职       | 任职时间  | Cabinet                                                                 |
| ---- | ------------------------------------------ | ---------------------------------------------- | ---------- | ---------- | --------- | ----------------------------------------------------------------------- |
| 1    | 拉扎尔·莫伊谢耶维奇·卡加诺维奇（英语：Lazar Kaganovich）   | 拉扎尔·莫伊谢耶维奇·卡加诺维奇 （1893–1991）   | 1939-01-24 | 1940-07-03 | 1年161天  | 莫洛托夫第四届政府                                                      |
| 2    | 伊万·科尔尼耶维奇·塞丁（俄语：Седин, Иван Корнеевич）           | 伊万·科尔尼耶维奇·塞丁 （1906–1972）           | 1940-07-03 | 1944-11-30 | 4年150天  | 莫洛托夫第四届政府 斯大林第一届政府                                     |
| 3    | 尼古拉·康斯坦丁诺维奇·巴伊巴科夫           | 尼古拉·康斯坦丁诺维奇·巴伊巴科夫 （1911–2008） | 1944-11-30 | 1955-05-25 | 10年176天 | 斯大林第一届政府–二–三 马林科夫第一届政府–二 布尔加宁政府               |
| 4    | 米哈伊尔·安德里亚诺维奇·埃夫森科（俄语：Евсеенко, Михаил Андрианович） | 米哈伊尔·安德里亚诺维奇·埃夫森科 （1908–1985） | 1955-05-25 | 1957-05-10 | 1年350天  | 布尔加宁政府                                                            |
| 5    | 瓦伦丁·德米特里耶维奇·沙申（俄语：Шашин, Валентин Дмитриевич）       | 瓦伦丁·德米特里耶维奇·沙申 （1916–1977）       | 1965-10-02 | 1977-03-22 | 11年171天 | 柯西金第一届政府–柯西金第二届政府–柯西金第三届政府–柯西金第四届政府     |
| 6    | 尼古拉·阿列克谢耶维奇·马尔采夫（俄语：Мальцев, Николай Алексеевич）   | 尼古拉·阿列克谢耶维奇·马尔采夫 （1928–2001）   | 1977-04-02 | 1985-02-13 | 7年314天  | 柯西金第四届政府–柯西金第五届政府 吉洪诺夫第一届政府–吉洪诺夫第二届政府 |
| 7    | 瓦西里·亚历山德罗维奇·丁科夫（俄语：Динков, Василий Александрович）     | 瓦西里·亚历山德罗维奇·丁科夫 （1924–2001）     | 1985-02-13 | 1989-07-17 | 4年154天  | 吉洪诺夫第二届政府 雷日科夫第一届政府                                   |
| 8    | 列昂尼德·伊万诺维奇·菲利莫诺夫（俄语：Филимонов, Леонид Иванович）   | 列昂尼德·伊万诺维奇·菲利莫诺夫 （1924–2001）   | 1989-08-03 | 1991-06-22 | 1年323天  | 吉洪诺夫第二届政府 雷日科夫第一届政府                                   |
| 9    | 列夫·德米特里耶维奇·丘里洛夫（俄语：Чурилов, Лев Дмитриевич）     | 列夫·德米特里耶维奇·丘里洛夫 （1924–2001）     | 1991-06-22 | 1991-11-26 | 157天     | 吉洪诺夫第二届政府 雷日科夫第一届政府                                   |